# Cortes de Tortosa (1365)
Las Cortes de Tortosa de 1365 fueron convocadas por el rey Pedro IV el Ceremonioso en febrero de 1365.
Todavía no se había configurado el sistema de mandatos por trienios de los diputados de la Diputación del General de Cataluña y los cargos todavía estaban ocupados por los diputados de las cortes de Monzón (1362), aunque en las Cortes de Barcelona-Lérida (1364) se decidió cambiarlos. Fue en las sesiones entre el 2 y el 9 de marzo de 1365 en Tortosa cuando estos diputados fueron sustituidos. Se decidió darles una remuneración por la tarea hecha. El nuevo diputado eclesiástico de la Diputación nombrado fue Bernat Vallès.
Una vez se nombró la nueva Diputación y traspasó los libros y sellos, las cortes decidieron fijar un salario para los diputados: 60 sueldos para prelado, conde o vizconde y 15 para el resto, que subían a los 20 días de viaje.
| Predecesor: Cortes de Barcelona-Lérida (1364) | Cortes Catalanas 1375 | Sucesor: Cortes de Barcelona (1365) |